# Bárbara (obra de teatro)
Barbara  es una obra de teatro en tres actos de Benito Pérez Galdós, estrenada en 1905.

## Argumento
En la Siracusa de 1815, Lotario maltrata de forma cruel y continua a su mujer Bárbara, Condesa de Términi. Ésta, arrastrada por la desesperación acaba con la vida del marido y se refugia en la hacienda de su antiguo preceptor. Sin embargo, el dolor y el remordimiento continúan atormentando la estabilidad de la mujer.

## Estreno
En el Teatro Español de Madrid el 28 de marzo de 1905.
- Intérpretes: María Guerrero.